# Rita Hovink
Rita Hovink, pseudonimo di Hendriekje Jannie Vink (Beverwijk, 3 marzo 1944 – Hilversum, 7 settembre 1979), è stata una cantante olandese, professionalmente in attività a partire dalla fine degli anni cinquanta-inizio anni sessanta.
Nel corso della sua breve vita, pubblicò 4 album in studio. Il suo singolo di maggiore successo è Laat me alleen.
A lei è intitolata una via a Beverwijk.

## Biografia
Hendriekje Jannie Vink, in seguito nota con il nome d'arte di Rita Hovink, nasce a Beverwijk il 3 marzo 1944.
Il suo talento per la musica viene notato nel 1959 dal produttore Max van Praag durante un concorso canoro a cui Hendriekje Vink partecipa mentre è in vacanza a Loosdrecht. Rita Hovink ha così in seguito l'oppurtunità di farsi conoscere al grande pubblico, partecipando a una puntata dello Herman van Keeken-show, programma condotto dal cantante Herman van Keeken.
Qualche anno dopo, conosce il musicista Corneel Herman, in arte Jimmy Once, componente del gruppo The Vips, con il quale la cantante appare in alcune esibizioni. Herman diventa anche il marito della cantante: dal loro matrimonio, nasce il 17 settembre 1962 una bambina, Marie Louise, detta Milou.
Nel 1969, Rita Hovink pubblica il suo primo album, intitolato Love Me or Leave Me. In seguito, conduce anche un proprio show televisivo.
Il 1º febbraio 1971, la cantante è vittima di un grave incidente automobilistico, in seguito al quale è costretta a sottoporsi a vari interventi di chirurgia plastica.
Due anni dopo, pubblica un nuovo album in lingua inglese, From Rita, with Love.
Nel 1976, pubblica i singoli, Ay Dolores, che raggiunge il 21º posto delle classifiche, e Laat me alleen, una cover di Pazza idea  di Patty Pravo, che raggiunge il 29º posto delle classifiche, ma verrà in seguito annoverato tra gli evergreen della canzone in lingua olandese. Nello stesso anno, però, le viene diagnosticato un tumore maligno.
Il 2 febbraio 1977, partecipa al Nationaal Songfestival con il brano Toen kwam jij, che si piazza all'ultimo posto della classifica.
Nel 1978 Rita Hovink deve sottoporsi a varie operazioni chirurgiche per l'aggravarsi della sua malattia.
Nello stesso anno, esce l'album Ik wil vrouw zijn.  Si tratta dell'ultimo album in studio della cantante, poiché Rita Hovink muore il 7 settembre 1979 a Hilversum, all'età di 35 anni.

## Omaggi postumi
Poco dopo la morte della cantante, esce in suo onore la raccolta postuma De beste.
In seguito, nel 1982, viene ripubblicato dall'etichetta Polydor il singolo Laat me alleen.
Il 14 marzo 2018, a Beverwijk, città natale della cantante viene inaugurata la Ritahovinkstraat.

## Discografia parziale

### Album
- 1969 – Love Me or Leave Me (Decca, 800 004 NY)
- 1973 – From Rita, with Love (Polydor Records, 2441043)
- 1973 – Hoogtepunten uit de NCRV TV - serie "Goeie Ouwe Koffergrammofoon" (Decca, 6343 601), con i brani Baby It's Cold Outside e Allentown Jail
- 1976 – Een rondje van Rita (Polydor Records, 2441 066)
- 1978 – Ik wil vrouw zijn (Polydor Records, 2925 068)
- 1979 – De beste van Rita Hovink (Polydor Records, 2426 011)
- 1982 – De onvergetelijke Rita Hovink (Polydor Records, 2426036)
- 1986 – Laat me alleen Polydor Records, 829 031-2)
- 1998 – Antonio (Rotation, 557 670-2)
- 2019 – Love Me or Leave Me (ripubblicazione)
- 2020 – Favorieten Expres (Universal Music Group, 080 988-1)